# Bipinnula volkmannii
Bipinnula volkmannii é uma espécie de orquídeas geófitas, família Orchidaceae, que existem apenas no Chile, em baixas altitudes. São plantas terrestres ou humícolas, de crescimento sazonal, que passam por período de dormência quando apenas subsistem através de suas raízes fasciculadas e mais ou menos tuberosas, resistentes às secas prolongadas e mesmo incêndios. Apresentam pseudocaule herbáceo, com poucas flores ou apenas uma flor apical, cujas sépalas e pétalas muito diferem entre si; as sépalas laterais são estreitas e na extremidade alargam-se terminando em uma espécie de franja que lembra uma pluma.

## Publicação e sinônimos
- Bipinnula volkmannii Kraenzl., Orchid. Gen. Sp. 2: 22 (1903).